# Метт Ленгрідж
Метт Ленгрідж  (англ. Matt Langridge, 20 травня 1983) - британський веслувальник, олімпійський медаліст.

## Виступи на Олімпіадах
| Олімпіада   | Дисципліна                     | Місце  |
| ----------- | ------------------------------ | ------ |
| Афіни 2004  | двійка парна                   | 8      |
| Пекін 2008  | вісімка розстібна зі стерновим | Срібло |
| Лондон 2012 | вісімка розстібна зі стерновим | Бронза |
| Ріо 2016    | вісімка розстібна зі стерновим | Золото |